# Ion Nonna Otescu
Ion Nonna Otescu (ur. 15 grudnia 1888 w Bukareszcie, zm. 25 marca 1940 tamże) – rumuński kompozytor i dyrygent.

## Życiorys
W latach 1903–1907 studiował w konserwatorium w Bukareszcie u Dumitru Kiriaca-Georgescu (teoria) i Alfonso Castaldiego (kompozycja). Od 1908 do 1912 roku przebywał w Paryżu, gdzie kształcił się w Schola Cantorum u Vincenta d’Indy’ego oraz w Konserwatorium Paryskim u Charles’a-Marie Widora. Po powrocie do kraju był od 1913 roku wykładowcą konserwatorium w Bukareszcie, a od 1918 roku także jego dyrektorem. Od 1920 roku pełnił funkcję wiceprezesa Societatea Compozitorilor Români. Dyrygował orkiestrą Teatru Narodowego (1921–1939) i Filharmonii (1927–1940) w Bukareszcie. Był współzałożycielem czasopisma „Muzica” (1916).
Otrzymał nagrodę im. Enescu (1913) i nagrodę państwową (1928).
Tworzył w idiomie impresjonistycznym, z wykorzystaniem elementów rumuńskiego folkloru muzycznego.

## Ważniejsze kompozycje
(na podstawie materiałów źródłowych)

### Utwory orkiestrowe
- poemat symfoniczny Le temple de Gnid (1908)
- Uwertura (1908)
- poemat symfoniczny La légende de la rose rouge (1910)
- poemat symfoniczny Narcisse (1912)
- szkic symfoniczny Cuvente din betrani (1912)
- Impresiuni de iarnă (1913)
- poemat symfoniczny Vrăjile Armidei na skrzypce i orkiestrę (1915)
- Scherzo (1923)

### Utwory sceniczne
- komedia muzyczna Buby (1903)
- balet Ileana Cosinzeana (1918)
- balet Rubinul miraculos (1919)
- opera Iderim (1920)
- opera komiczna De la Matei cetire (1926–1938)